# Zoonavena
Zoonavena là một chi chim trong họ Apodidae.